# Rorippa sphaerocarpa
Rorippa sphaerocarpa är en korsblommig växtart som först beskrevs av Asa Gray, och fick sitt nu gällande namn av Nathaniel Lord Britton. Rorippa sphaerocarpa ingår i släktet fränen, och familjen korsblommiga växter. Inga underarter finns listade i Catalogue of Life.